# Anjo da Guarda (álbum de António Variações)
Anjo da Guarda é o álbum de estreia de António Variações. Editado em 1983, pela Valentim de Carvalho, é considerado um dos álbuns mais importantes da música popular portuguesa, sendo pioneiro no cruzamento de influências de fado com uma sonoridade pop-rock mais contemporânea. "O corpo é que paga", "É p'ra amanhã" e "Estou além" são os singles mais conhecidos do disco.

## Contexto e gravação
Variações gravou uma maqueta em 1978. Entregou-a à Valentim de Carvalho, assinando contrato discográfico ainda nesse ano, mas a estreia no formato longa-duração tardou em chegar. Ao longo do processo de desenvolvimento do álbum, o caminho das sonoridades a escolher era bastante difuso: por um lado, o músico incorporava referências da música tradicional portuguesa como o fado, por outro lado, as suas composições abraçavam as tendências rock da época. Nas palavras do próprio Variações, a sua música situava-se algures "entre Nova Iorque e a Sé de Braga". Esta ambivalência refletia-se na reação do público, quando atuava ao vivo - Variações foi vaiado em múltiplos concertos que deu antes da edição do disco. Além da música, os apupos dirigiam-se à sua imagem marcadamente queer.
Variações gravou pelo menos duas maquetas com músicas que não chegariam ao disco: a primeira apostava na via da música tradicional, nunca tendo sido divulgada; a segunda incluiu "Toma o Comprimido" e "Não me Consumas", temas apresentados no programa televisivo O Passeio dos Alegres, mas que só seriam editados em 2006, em A História de António Variações, uma compilação póstuma que reuniu êxitos, versões das maquetas e alguns inéditos.
O primeiro avanço do disco chegou em 1982, com o single "Estou Além". A música fora produzida por Nuno Rodrigues, sendo uma das primeiras incursões da discografia portuguesa pela música electrónica. No lado B, figurava uma interpretação de "Povo Que Lavas no Rio" de Amália Rodrigues, vincando a sua adoração pela fadista. Também esta música ficou de fora do alinhamento final.
Na construção da derradeira estreia, a Variações juntaram-se os membros dos GNR, Tóli e Vítor Rua (este último sob o pseudónimo Vick Vaporub), além de José Moz Carrapa, Manuel Faria, Zé da Ponte e José Carias, que ajudariam a definir o rumo final do disco, coadjuvando na produção e nos arranjos. Em 1983, o disco é, finalmente, editado, sendo totalmente dedicado a Amália Rodrigues.

## Receção e impacto cultural
Ainda no verão de 1983, "O corpo é que paga" e "É p'ra amanhã" tornaram-se grandes êxitos, recheando a agenda de Variações de concertos um pouco por todo o país, enquanto a saúde o permitiu.
Os refrões do disco perduraram muito para lá da morte do artista. "Estou além", por exemplo, conheceu versões de Lena D'Água (1987), Isabel Silvestre (1993) e Amarguinhas (1995); já no século XXI "Visões-Ficções" ganhou nova vida numa versão de Dead Combo em colaboração com Márcia.
O hibridismo da identidade musical de Variações é considerado um ponto de viragem na cultura contemporânea portuguesa, extravasando em muito a questão musical. Sendo uma das primeiras figuras abertamente queer da sociedade portuguesa, o músico e a sua obra continuam a ser frequentemente analisados à luz dos estudos culturais e LGBTQ.

## Alinhamento
Todas as canções foram escritas e compostas por António Variações.
| N.º | Título                         | Duração |  |
| 1.  | "O corpo é que paga"           | 3:26    |  |
| 2.  | "Visões-ficções (Nostradamus)" | 5:49    |  |
| 3.  | "Quando fala um português..."  | 4:28    |  |
| 4.  | "Sempre ausente"               | 5:59    |  |
| 5.  | "Linha-vida"                   | 4:05    |  |
| 6.  | "É prá amanhã"                 | 4:03    |  |
| 7.  | "Onda-morna"                   | 4:32    |  |
| 8.  | "Anjinho da guarda"            | 4:56    |  |
| 9.  | "Estou além"                   | 4:54    |  |
| 10. | "Voz-Amália-de-nós"            | 4:23    |  |